# 메데아 (이탈리아)

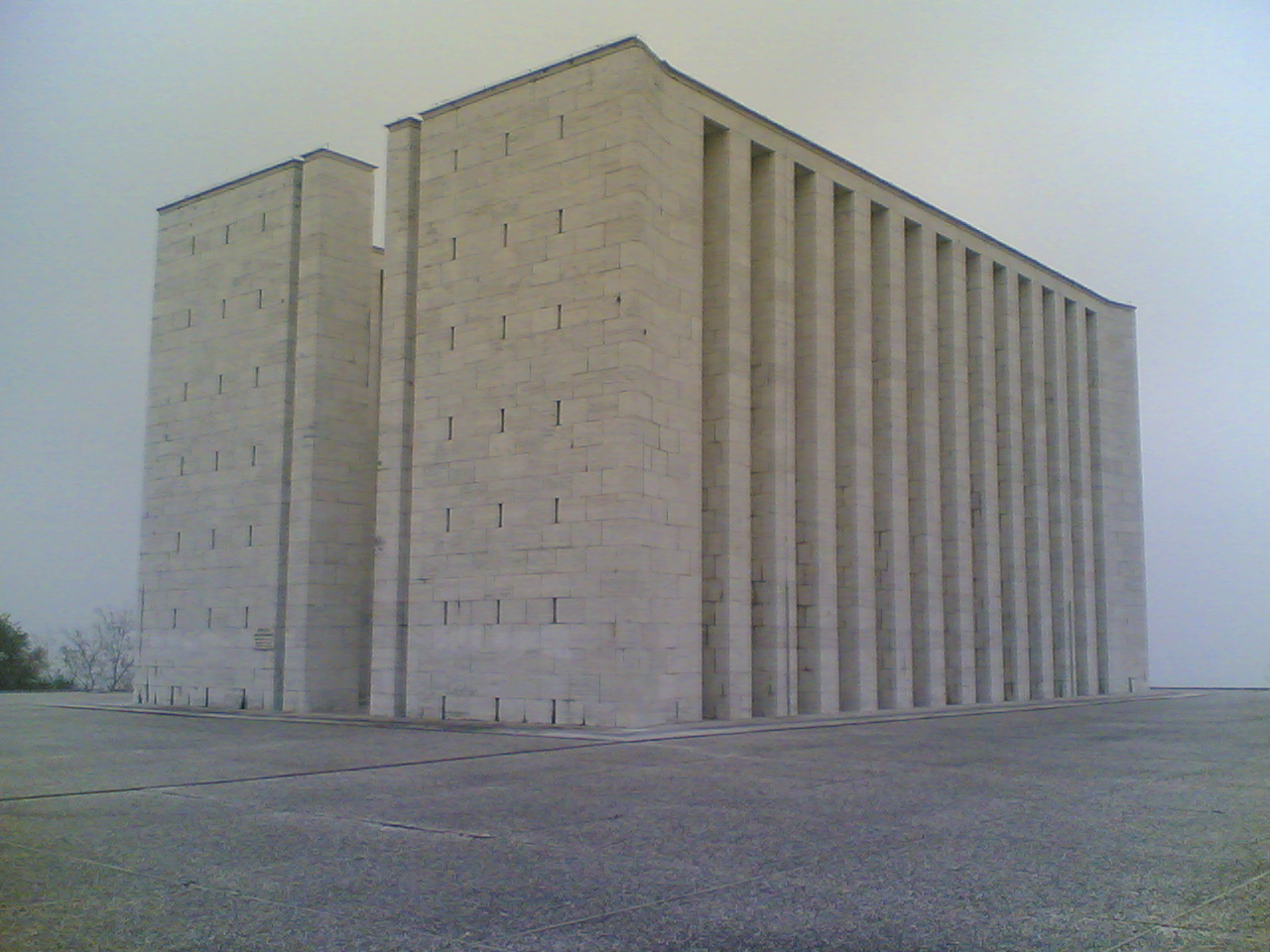

메데아(이탈리아어: Medea)는 이탈리아 프리울리베네치아줄리아주 고리치아도에 위치한 코무네로 면적은 7.3km2, 높이는 132m, 인구는 918명(2004년 12월 기준), 인구 밀도는 130명/km2이다. 트리에스테에서 북서쪽으로 약 45km, 고리치아에서 서쪽으로 약 15km 정도 떨어진 곳에 위치한다.